# Go-Shirakawa
Go-Shirakawa, född 1127, död 1192, var regerande kejsare av Japan mellan 1155 och 1158.